# 黄仲良
黄仲良（1857年—1930年），广东番禺人，中国土木工程师。

## 生平
1872年清末首批中国留美幼童之一。1879年和另外2名中国幼童进入美国理海大学学习土木工程。另外2位是来自浙江慈溪的王凤陛/王凤喈（英語：Whang Fung Kai）和广东新会的陈荣贵（英語：Chin Yung Kwi）。因清政府撤销留美幼童计划，黄仲良中断学习，于1882年肄业于理海大学采矿专业。回国后曾于天津机械局任职，历任汉冶萍冶铁公司秘书、粤汉铁路广州段总办、沪杭甬铁路局长、津浦铁路总办等职。此外，还曾经担任中国驻旧金山领事之职。
黄仲良最大的贡献是参与了中国最早期的几条重要铁路干线的建设工作，他曾和詹天佑一同领导修筑了粤汉铁路，后曾修建广三铁路，并参与了津浦铁路的建设。